# César Cravioto Romero
César Arnulfo Cravioto Romero (Puebla de Zaragoza, Puebla; 9 de junio de 1968), conocido como César Cravioto, es un político mexicano, miembro del partido Morena. Fue senador de la República de 2021 a 2024 y Secretario de Gobierno de la Ciudad de México durante la jefatura de Clara Brugada desde el 5 de octubre de 2024.

## Biografía

### Trayectoria académica
César Cravioto es licenciado en ciencias de la comunicación egresado de la Universidad Iberoamericana y cuenta con un diplomado en políticas sociales por la Universidad Autónoma de la Ciudad de México.

## Trayectoria política
Entre el 2001 y el 2005 fue director de Concertación Política del gobierno del Distrito Federal durante la jefatura de Andrés Manuel López Obrador. Desde 2007 hasta 2011 fue director en el Instituto de Asistencia e Integración Social de la Secretaría de Desarrollo Social del Distrito Federal, cuando era titular de dicha secretaría Martí Batres y jefe de gobierno Marcelo Ebrard.

### Diputado de la Asamblea legislativa del distrito federal (2015-2018)
En el 2015 fue electo diputado a la entonces Asamblea Legislativa del Distrito Federal, representando al distrito 4 local en la VII Legislatura desde ese año hasta el 2018. 
El 5 de diciembre del 2018, al asumir la jefatura de gobierno de la Ciudad de México Claudia Sheinbaum, lo nombró para encabezar la Comisión para la Reconstrucción de la Ciudad de México, entidad gubernamental encargada de atender las pérdidas sufridas en la ciudad a consecuencia del terremoto del 2017. Permaneció en el cargo hasta el 14 de julio del 2021, en que se separó de él para asumir la titularidad de la curul en el Senado, ya que Martí Batres había solicitado licencia a la misma para asumir, a partir del 15 de julio del mismo año, el cargo de secretario de Gobierno de la Ciudad de México.
En la comisión de reconstrucción fue sustituido por Jabnely Maldonado Meza.

### Senador de la República (2021-2024)
En el proceso electoral del 2018 fue electo senador suplente, cuando fue propietario del mismo Martí Batres, para las legislaturas federales LXIV y LXV, que concluirán en el 2024. A raíz de la licencia solicitada por el senador Batres en 2021, Cravioto tomó protesta como senador el 16 de julio de 2021.
En 2023 hizo pública su intención de ser alcalde de Gustavo A. Madero, pero participó en las elecciones de 2024 como candidato a diputado federal por el distrito 1 de la Ciudad de México, la cual ganó.
Tomó protesta como diputado el 1 de septiembre de 2024 pero solicitó licencia ese mismo día para unirse al gabinete de la jefa de gobierno electa Clara Brugada como secretario de Gobierno.